# Juxtaxanthias intonsus
Juxtaxanthias intonsus is een krabbensoort uit de familie van de Xanthidae. De wetenschappelijke naam van de soort is voor het eerst geldig gepubliceerd in 1840 door Randall.